# Museo Carnavalet

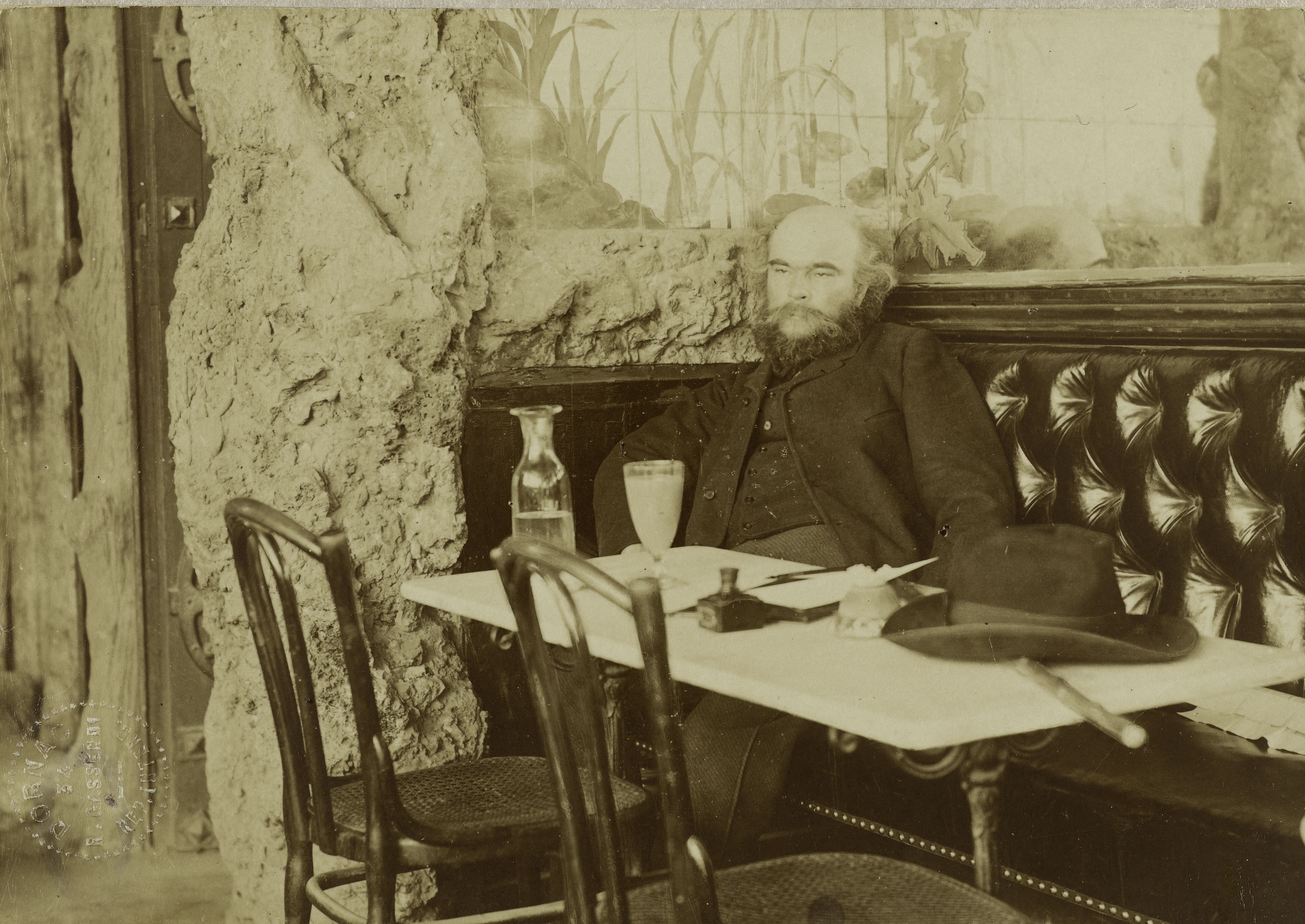
Imagen de Paul Verlaine expuesta en este museo.

El Museo Carnavalet (en francés Musée Carnavalet) es un museo dedicado a la Historia de París, desde sus orígenes hasta nuestros días. Está ubicado en el barrio del Marais en el número 23 de la calle de Sévigné, en París. Conserva colecciones excepcionales: vestigios arqueológicos, panoramas del París en los siglos pasados, conjuntos de adornos de edificios desaparecidos, escenas históricas o anecdóticas, retratos de ilustres parisinos, recuerdos de hombres famosos o testimonios de la vida diaria.
El museo consta de dos edificios que anteriormente eran los hoteles Carnavalet y Le Pelletier de Saint-Fargeau que son dos edificios separados y conectados por una galería en el primer piso.

## Historia de los edificios
El hôtel Carnavalet fue construido durante el Renacimiento entre 1548 y 1560 por Jacques Ligneris, presidente del Parlamento de París. Inspirado por el castillo de Écouen, su distribución en forma de cuadrilátero fue una novedad arquitectónica y se convirtió en un ejemplo para otros hôtels. Las estatuas que lo adornan son obras de Jean Goujon y su taller. Madame de Kernevenoy, viuda del preceptor del conde de Anjou (futuro Enrique III), compró el palacio en 1572. Kernevenoy fue rápidamente transformado en Carnavalet. En 1654, François Mansart modificó las dos alas y la fachada del palacio por orden del intendente Claude de Boylesve, quien, comprometido en las malversaciones de Nicolás Fouquet, debió abandonarlo en 1662. Fue entonces alquilado. Madame de Sévigné se instaló en él en 1677, y no lo abandonó hasta su muerte en 1696.
Después de la revolución francesa el edificio fue ocupado por la Escuela de Caminos y Puentes y por las instituciones de Liévyns Verdot. En 1866 fue adquirido por el Ayuntamiento de París con el asesoramiento de barón Haussmann, para crear un museo dedicado a la historia de la ciudad. Un año después cambio el nombre de la rue Sainte-Catherine por el de rue de Sévigné. Fue ampliado y renovado entre 1871 y 1890 con el fin de albergar las colecciones históricas de la ciudad de París. Se le incorporaron elementos arquitectónicos únicos del viejo París tales como:
- el Arco de la calle de Nazaret en la Île de la Cité, del siglo XV;
- la oficina de la Corporación de los comerciantes de tela Halles, del siglo XVII;
- el antecuerpo del hotel Marets, de principios del siglo XVIII.

El hotel Le Pelletier de Saint-Fargeau es de un estilo más sobrio y fue construido por el arquitecto Pierre Bullet en el año 1690. Dispone de un elemento arquitectónico único, con su gran escalera, cuya lujosa barandilla es de hierro fundido y cincelado y no de hierro forjado, lo que supuso un  logro técnico que no se repitió hasta el siglo XIX. Se comunicó con el museo Carnavalet a partir de 1960, renovándose entre 1982 y 1989. Se han conservado su vasta chimenea, sus tejas y vigas de madera, dando lugar a una puesta en escena de un auténtico interior parisino a lo largo de la historia. En 2017 se cerró al público para hacer un conjunto de obras de reforma y fue re-inaugurado el 26 de mayo de 2021.
Dispone de una colección de fotografías de temática parisina que incluye obras en las diversas técnicas fotográficas desde los comienzos de la fotografía hasta los inicios del siglo XX.